# Geten (volk)
De Geten, Getae of Getes (Grieks: Γέται, Γέτης) waren een aantal Thracische stammen die rond de benedenloop van de Donau woonden, in het noorden van het huidige Bulgarije en Roemenië. Waarschijnlijk is de naam een exoniem, ofwel een naam die door 'niet-Geten' gebruikt werd. Waarschijnlijk komt het uit het Grieks. Het woongebied van de Geten vormde het achterland van de Griekse koloniën langs de kust van de Zwarte Zee, waardoor de Geten waarschijnlijk al vroeg contact legden met de Grieken.

## Geten en Daciërs

### Klassieke bronnen
Strabo is een van de eerste klassieke bronnen die de Geten en de Daciërs noemt in zijn Geographika (7 v.Chr. – 20 n.Chr). Hij schrijft dat de Daciërs in het westelijke deel van Dacia, aan de kant van Germania, woonden, en de Geten in het oostelijke deel, aan de kant van de Zwarte Zee. Beiden woonden zowel ten zuiden als ten noorden van de Donau. Strabo schrijft ook dat de Daciërs en de Geten dezelfde taal spraken.
Plinius de Oudere geeft in zijn Naturalis Historia (Natuurlijke Historie) eenzelfde beschrijving.
Appianus schreef tijdens de regeringsperiode van Antoninus Pius in zijn Romeinse Geschiedenis:

Zodra je voorbij deze rivier komt, vind je de Daciërs, die over sommige Kelten over de Rijn en Geten over de Donau heersen.

Enkele andere klassieke bronnen beschouwen de Daciërs als nakomelingen van de Geten. Cassius Dio schrijft in zijn Romeinse Historie (rond 200 n.Chr.):

Ik noem dit volk Daciërs, een naam die zowel door de Romeinen als de oorspronkelijke bevolking gebruikt wordt, hoewel ik niet onwetend ben dat sommige Griekse schrijvers hen 'Geten' noemt, of dat nu de correcte term is of niet
Cassius Dio schrijft dat de Daciërs aan beide kanten van de benedenloop van de Donau woonden. De stammen die aan de zuidelijke kant wonen, in Moesia, werden Moesiërs genoemd, terwijl de stammen aan de noordelijke kant de naam Daciërs kregen. Hij betoogt dat de Daciërs afstammen van Geten of Thraciërs van het Dacische ras.
In oude tijden is het zo, dat de Moesiërs en de Geten al het land tussen de Haemus en de Ister (Donau) bezetten. Maar na verloop van tijd veranderden sommige stammen hun naam, en daarom omvat sinds toen de naam Moesia alle stammen die boven Dalmatia en Macedonia woonden, gescheiden van Panonnia door een geschenk van de Ister (Donau). Twee van de vele stammen die in dat gebied gevonden kan worden zijn de Triballi en de Dardani, een stam die zijn oude naam nog aanhoudt.

### Moderne interpretaties
Wetenschappers zijn het er niet over eens of er een duidelijke link is tussen de Geten en de Daciërs. Sommige historici beargumenteren dat zelfs de klassieke Grieken de twee als verschillende volkeren beschouwden. Men vermoedt dat de twee groepen verwant zijn tot op zekere hoogte.

#### Hetzelfde volk

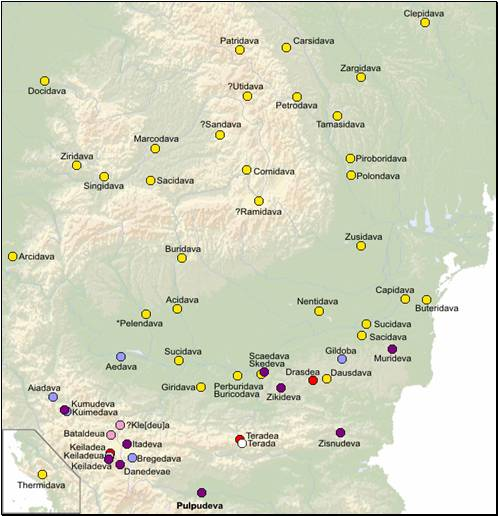
Verspreiding van Dacische, Getische en Moesische dorpen, wiens naam eindigde met 'dava' of 'deva'. Het omvat Dacië, Moesië, Thracië en Dalmatië en laat ook taalkundige verhoudingen zien.

Strabo, samen met andere klassieke bronnen, betoogt dat "als de Thracische etnische groep moest worden gesplitst, een van die groepen de Daco-Geten moest zijn". Roemeense geleerden gingen verder in op de identificatie van volkeren. Zo schrijft Constantijn C. Giurescu:

(...) Zij (Daciërs en Geten) zijn twee namen voor hetzelfde volk […] verdeeld in een groot aantal stammen. (...)
Over het algemeen zijn geleerden die deze mening steunen het erover eens dat de Daciërs en de Geten nauw verwant waren, zowel wat taal als cultuur betreft.

#### Dezelfde taal, verschillend volk
De historicus Alexandru Vulpe is een van de weinige Roemeense historici die ingaat tegen het traditionele standpunt dat de Geten en de Daciërs hetzelfde volk waren. Hoewel hij de stammen die het gebied bewoonden dat nu Roemenië is Geto-Daciërs noemt, geeft hij wel aan dat er geen absolute etnische, taalkundige en historische eenheid bestond.
Ronald Arthur Crossland opperde dat het feit dat er twee benamingen zijn, erop kan wijzen dat er de twee groepen bij een 'taalkundig homogeen' volk behoren, maar dat ze verder elk hun eigen cultuur en geschiedenis hadden. Hij vergelijkt de taalkundige situatie als het huidige geharrewar tussen het Noors en het Deens.

(...) De inboorlingen waar we ons in dit hoofdstuk over buigen zijn de Geten van Muntenië en Moldavië op de oostelijke steppen, en de Daciërs van de Karpaten (gebergte). Herodotus noemt hen de 'moedigste en rechtvaardigste van alle Thraciërs', en ze waren twee vertakkingen van dezelfde stam, en beiden spraken ze een dialect van dezelfde Indo-Europese taal. (...)

#### Andere meningen
Sommige geleerden leggen de link liever tussen de Geten en de Massageten, een nomadisch volk dat de Euraziatische steppen bewoonde.

## Geschiedenis

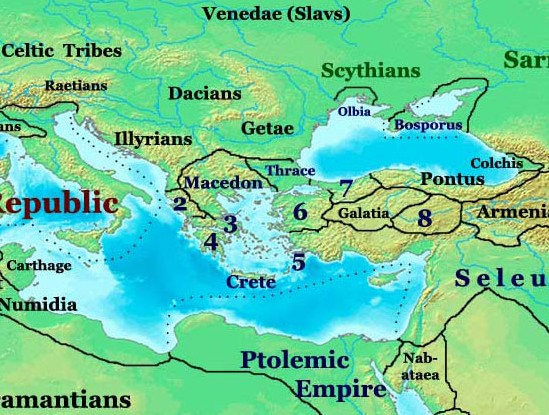
Kaart van Oost-Europa in 200 v.Chr., waarop de Getische stammen boven de Donau te zien zijn.

### 7e eeuw v.Chr.
Vanaf de zevende eeuw v.Chr. legden de Geten economische en culturele contacten met de Grieken, die koloniën stichtten rond de ‘Pontus Euxinus’, de hedendaagse Zwarte Zee. De Geten worden voor het eerst genoemd door Herodotus, in zijn verhaal over de campagne van Darius I de Grote tegen de Scythen rond 514 v.Chr. Darius, een Perzische koning, wilde een einde maken aan de aanvallen van de Scythen, een nomadisch volk dat op de Euraziatische steppen woonde, ten noorden van het Perzische rijk. Hij viel Thracië binnen, maar omdat hij het gebied niet kende, onderwierp hij de Thraciërs en de Macedoniërs, Griekse volkeren. Herodotus schrijft over de Geten dat ze verschilden van de ander Thracische stammen. De Geten geloofden in de god Zalmoxis, ook wel Gebeleizis genoemd.
Tussen de vijfde en de derde eeuw v.Chr. werden de Geten geregeerd door het Odrysisch Koninkrijk, dat aan de westkust van de Zwarte Zee lag. De Geten leverden troepen, en hun cavalerie was beroemd. Nadat het Odrysisch Koninkrijk uiteengevallen was, versterkten de kleinere Getische vorstendommen zichzelf.

### Perzische expeditie
Voordat hij aan zijn verovering van het Perzische Rijk begon, versloeg Alexander de Grote de Geten, waarbij hij een van hun dorpen met de grond gelijk maakte. Arrianus, een Griekstalige historicus, schreef in zijn Anabasis Alexandrou (een geschiedenis van de veldtochten van Alexander de Grote) hierover het volgende:

(...) De Geten hielden het niet eens vol tot de eerste aanval van de cavalerie; Alexanders stoutmoedigheid leek aan hen ongelooflijk, toen hij zo gemakkelijk de Ister (de Donau), de grootste der rivieren, over was gestoken, in een nacht, zonder een brug over de stroom te hebben geslagen. Angstaanjagend voor hen was de dicht opeengepakte falanx, en de gewelddadige aanval van de cavalerie. In het begin vluchtten ze naar hun stad, voor de veiligheid. Maar toen ze zagen dat Alexander zijn falanx voorzichtig langs de oever van de rivier leidde, om te voorkomen dat zijn infanterie ergens werd omsingeld door Geten die in een hinderlaag waren, maar dat hij tegelijkertijd zijn cavalerie recht naar voren stuurde, verlieten de Geten hun stad, omdat de stad niet versterkt was. (...)

In 313 v.Chr. vormden de Geten een bondgenootschap met Callatis, Odessos en andere Griekse koloniën aan de westkant van de Pontus, tegen Lysimachus, die een fort bezette in Tirizis (het huidige Kaliakra).
De Geten beleefden een bloeiperiode in het begin van de derde eeuw v.Chr. Rond 200 v.Chr. heerste een Getische prins, Zalmodegicus, over een gebied dat zich uitstrekte van Histria tot de Zwarte Zee. Na hem kwamen nog enkele sterkere prinsen aan de macht, zoals Zoltes en Rhemaxos (rond 180 v.Chr.). Sommige Getische heersers sloegen hun eigen munten.

### Conflict met Rome
In 71-72 v.Chr. was Marcus Varro Lucullus de eerste Romeinse bevelhebber die tegen de Geten optrok. De reden hiervoor was dat hij de bondgenoten van Pontus, dat geregeerd werd door Mithridates VI, wilde treffen, maar het plan lukte maar deels. Een decennium later versloeg een coalitie van Scythen, Geten, Bastarnae en Griekse kolonisten een Romeins leger onder leiding van Caius Antonius Hybrida bij Histria. Hierdoor kon de leider van het verbond, Burebista, het gebied tussen 60 v.Chr. en 50 v.Chr. domineren.
Halverwege de eerste eeuw v.Chr. stichtte Burebista Dacia, een koninkrijk bestaande uit de nakomelingen van het volk dat de Grieken Getae hadden genoemd, en de Daciërs, of Daci, een naam die de Romeinen voor het volk in die regio gebruikten.
Keizer Augustus maakte tijdens zijn regeringsperiode plannen om het hele Balkanschiereiland te onderwerpen. Een inval van de Bastarnae over de Donau vormde de ideale aanleiding, wat de Romeinen als voorwendsel gebruikten om de Geten en de Thraciërs te verslaan. Consul Marcus Licinius Crassus kreeg de leiding over de campagne. In 29 v.Chr. versloeg Crassus de Bastarnae met de hulp van een Getische prins, Rholes. Crassus beloofde hem daarna ondersteuning in zijn strijd tegen de Getische heerser Dapyx. Nadat Crassus de Donaudelta had bereikt, keerde hij terug naar Rome, nadat hij Rholes als Getische koning had aangesteld. In 16 v.Chr. vielen de Sarmaten Getisch grondgebied binnen. Ze werden al snel weer verdreven door Romeinse troepen. De Geten werden nu onder controle geplaatst van een Thracische vazalkoning van de Romeinen, Rhoemetalces I. In 6 n.Chr. werd de provincie Moesia gesticht, een gebied waar ook Geten ten zuiden van de Donau woonden. De Geten ten noorden van de Donau behielden hun soevereiniteit en zetten hun stamautonomie voort, buiten het Romeinse Rijk.

## Cultuur

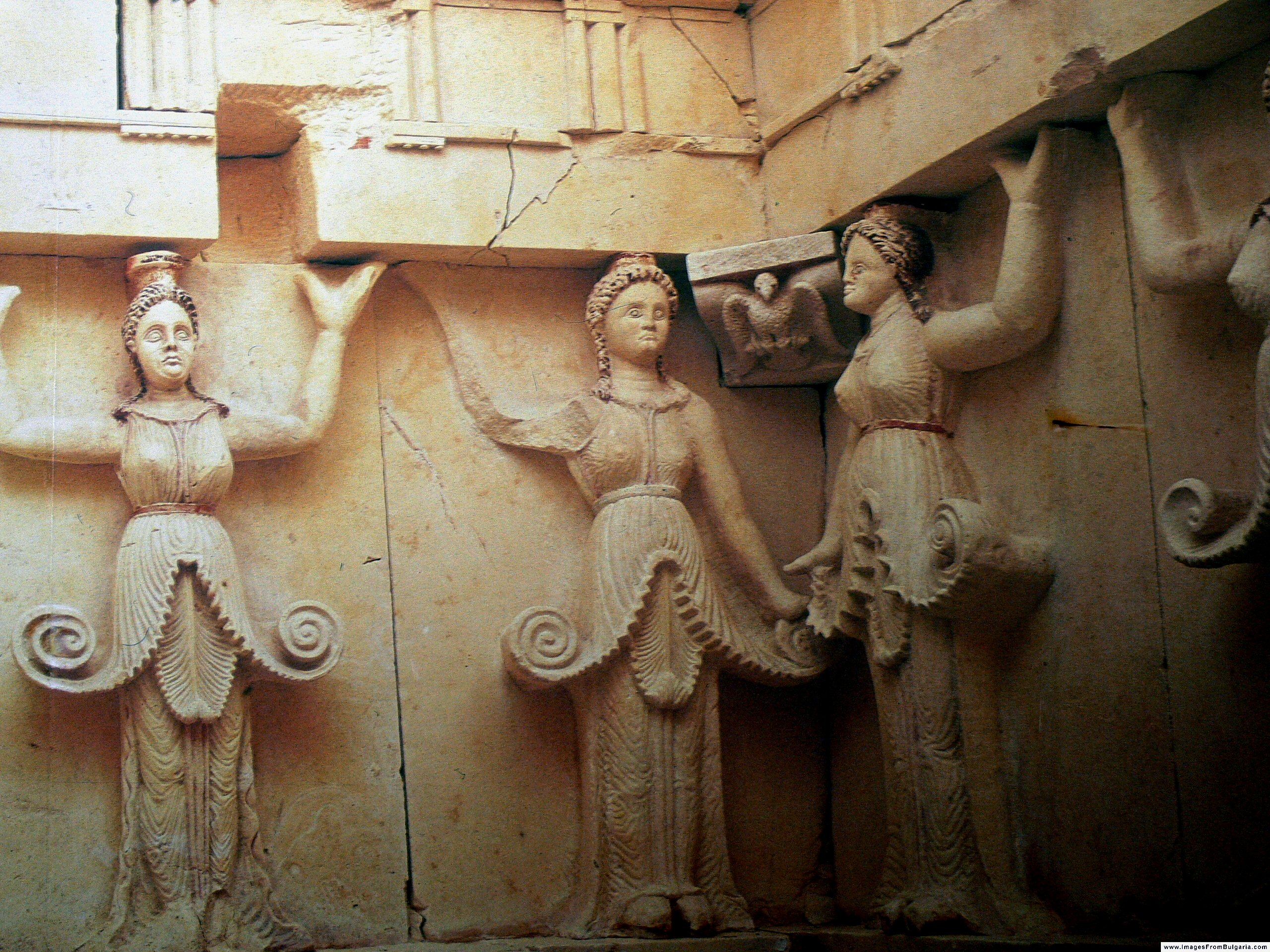
Thracische tombe van Sveshtari, Bulgarije.

Volgens Herodotus waren de Geten … de nobelste, de meest rechtvaardige van alle Thracische stammen… Toen de Perzen onder leiding van Darius I de Grote rond 514 v.Chr. ten strijde trokken tegen de Scythen en onderweg in Thracië belandden, gaven alle Thracische stammen op de Balkan zich onmiddellijk over. Alleen de Geten boden weerstand.
Toen Lysimachus de Geten probeerde te onderwerpen, werd hij door hen verslagen. De Getische koning Dromichaetes nam hem gevangen, maar behandelde hem goed, en wist Lysimachus te overtuigen dat het beter was een bondgenoot dan een vijand van de Geten te zijn, waarna hij hem liet gaan. Volgens Diodoros van Sicilië vermaakte Dromichaetes Lysimachus in zijn paleis bij Helis, waar voedsel op gouden en zilveren schalen werd geserveerd. De tombe van Sveshtari kan erop wijzen dat Helis in de nabijheid van de tombe moet hebben gelegen, waar de overblijfselen van een grote oude stad zijn gevonden, samen met vele andere Thracische terpgraven.
De Geten geloofden voornamelijk in de god Zalmoxis, die ze soms Gebeleizis noemden.

(...) Ditzelfde volk richt, wanneer het bliksemt en het dondert, zijn pijlen op de lucht, terwijl ze dreigementen tegen de god uiten, en ze geloven niet dat er een andere god is dan hun eigen. (...)

De Geten spraken ofwel een Getische taal of een Sarmatische taal.

## Uiterlijk
Hiëronymus beschrijft de Geten als roodharige of geelharige mensen. Verder is er weinig bekend over het uiterlijk van de Geten.